# ルイス・アントニオ・ガルシア・ナバロ
ルイス・アントニオ・ガルシア・ナバロ（Luis Antonio García Navarro, 1941年4月30日 - 2001年10月10日）は、スペインの指揮者。

## 経歴
1941年、バレンシア県 チバ生まれ。バレンシア音楽院とマドリード音楽院でオーボエ、ピアノと作曲を学んだ後、ウィーン音楽院でハンス・スワロフスキーとカール・エステルライヒャーに師事。1967年のブザンソン国際指揮者コンクールのジュニア部門で優勝。1970年から1974年までバレンシア市管弦楽団、1976年から1978年までポルトガル放送交響楽団の各音楽監督を務めた。1987年からシュトゥットガルト国立歌劇場の音楽監督となったが、1991年にスペインに戻り、バルセロナ市立管弦楽団の首席指揮者となった。1997年からテアトロ・レアルの音楽監督となった。
2001年、マドリードにて没。

## 日本での演奏
1992年5月27日　東京芸術劇場にてバルセロナ市立管弦楽団を指揮している。その際の曲目は以下のとおり。
- 舞踊音楽「恋は魔術師」から　（ファリャ）
- アランフェスの協奏曲（ロドリーゴ）　※ギター　山下和仁
- 舞踊舞曲「三角帽子」第2部（ファリャ）
- ボレロ（ラヴェル）